# Cyprien Combier
Cyprien Combier (21 de mayo de 1805 Alissas, Ardèche, Francia; 22 de julio de 1874 París, Francia) fue un comerciante, escritor e inventor francés, que escribió el libro "Viaje al Golfo de California y Revelaciones de la zona tórrida". (Voyage au Golfe de Californie. Nuits de la Zone Torride).

## Reseña biográfica
Cyprien-François-Mamert Combier nació el 21 de mayo (floral) de 1805 en Alissas, Ardèche y murió en Paris el 22 de julio de 1874 después de una vida plena, rica, intensa, vibrante y aventurera.
.
El escribió y publicó un libro llamado "Viaje al Golfo de de California y Revelaciones de la zona tórrida" sobre su viaje que hizo a esa parte de México entre 1828 a 1831.
Combier provenía de una familia de clase media. Era hijo de A. Combier quien fue funcionario municipal del gobierno francés; su hermano mayor fue abogado, diputado y caballero de la legión de honor. 
Él vivió esta aventura con su hermano menor Urbano, quien es mencionado frecuentemente en el libro. Desgraciadamente, poco después de terminado el viaje, el 10 de septiembre de 1833, el periódico 
“El Fénix de la Libertad” de México publicaba un aviso del fallecimiento de Urbano. 
Esto frustró sin duda los planes que tenían los hermanos Combier de establecer una sucursal permanente de su negocio en México.
Cyprien llegó a México alrededor de 1823, contratado por la compañía inglesa Casa W. Watson y Cía., de Liverpool, y trabajó para ella hasta 1828 cuando reunió el capital suficiente y estableció conexiones y obtuvo la confianza de los socios con los que realizó este viaje al Golfo de California Jean Camou y Louis D.
Su libro denota a un sagaz observador, interesado en el comercio, en los sucesos de su época referentes a la sociedad a la política y a la religión. 
Aunque su libro es de interés histórico, también tiene interés geográfico, político, económico, etnográfico, de ciencias naturales, filosofía y religión.
Fue un pionero de la reflexión entre la fe y la ciencia.
En su libro Combier nos proporciona mucha información de una zona y época de México que no abunda, así como de muchos otros países y lugares.
En su contacto con algunas etnias de Sonora se refiere así de los Yaquis "nunca he visto en ninguna parte del mundo una raza humana más bella que los Yaquis son serios y silenciosos su porte es majestuoso y su dignidad no se desmiente en ninguna circunstancia".
Su viaje inicia en la ciudad de San Luis Potosí México que es donde Combier residía en ese momento luego fue a Tampico, Nueva York, Francia, Holanda, Alemania donde adquirió mercancía y de regreso a Francia donde embarcó hacia México pasando por las islas Canarias, Río de la Plata, el Cabo de Hornos, el archipiélago Juan Fernández hasta llegar a Acapulco México y luego a San Blas, Mazatlán y Guaymas de allí visitó Hermosillo, Río Yaqui, Álamos, Río Mayo, Loreto, La Paz y la Isla Macapule. 
Luego regresó a Valparaíso Chile y de regreso a Mazatlán, Guaymas, para luego ir a Durango, Ciudad de México, Veracruz, Florida, Nueva York y de regreso a Francia por el puerto Le Havre.
Dejando descripciones muy interesantes de cada punto.
Combier se declara partidario del libre mercado y en contra del proteccionismo económico. Denuncia al mercantilismo como una fuente de pobreza y falta de prosperidad de los pueblos.
Cyprien Combier también fue inventor y tuvo varias patentes, una de una pintura y tintura para hacer impermeable la tela, la madera y las paredes del agua, y de máquinas de tela de seda retorcida que usaban lo que él llamó el “método Combier”. 
Incursionó en otros giros de negocio tales como fabricación de telas y tintorerías.
Además de este libro Don Cyprien Combier más adelante escribió artículos de economía en la revista semanal el economista francés. Principalmente sobre América.
De él, Albin Mazon también conocido como Dr. Francus, periodista e historiador francés, autor entre otros libros del “Voyage autour de Privas”, nos dice:
“Su libro nos permite reconocer el genio de un naturalista con el espíritu meditativo de un filósofo con las emociones de un poeta ... pero sobre todo fue un hombre de acción”.